# Blue Moon (brano musicale)
Blue Moon è una celebre canzone scritta nel 1934 da Richard Rodgers e Lorenz Hart e incisa per la prima volta nel 1934 da Glen Gray con l'accompagnamento della The Casa Loma Orchestra come retro del 78 giri Where There's Smoke - There's Fire/Blue Moon.

## Descrizione
Il titolo della canzone fa riferimento ad un modo di dire inglese: con il termine blue moon (cioè luna blu, ma il termine può essere anche interpretato nel senso di luna malinconica) si indica la terza luna piena nel caso in cui si abbiano 4 lune piene in una sola stagione, evento che è alquanto raro. Perciò in inglese si usa dire "once in a blue moon" (o anche "once in a full moon") per indicare qualcosa di estremamente raro, un po' come in italiano si dice ad ogni morte di papa.
Il 15 gennaio dell'anno successivo venne ripresa da Connee Boswell (sull'etichetta il nome è riportato come Connie) nel 78 giri Blue Moon/Clouds e pochi mesi dopo da Al Bowlly nel 78 giri Blue Moon/In A Blue And Pensive Mood.
Divenuta uno standard, entrò nel repertorio di molte formazioni jazz dell'epoca. Nel corso degli anni il brano fu riproposto da numerosissimi artisti, inclusi Benny Goodman, Ella Fitzgerald, Frank Sinatra, Billie Holiday, Dean Martin, Julie London (settima posizione in Sud Africa), Elvis Presley, Rod Stewart, Mina, The Marcels e, nel 2011, Beady Eye. Nel 1946 Billy Eckstine incise il brano con la propria orchestra, vendendo oltre un milione di copie. La ripropose qualche anno più tardi per la MGM coll'Orchestra di Hugo Winterhalter, ripetendo l'exploit.

## Nella cultura di massa
- È menzionata dal Trio Melody (Gigi Proietti, Peppino di Capri e Stefano Palatresi) in Ma che ne sai... (...se non hai fatto il piano-bar) (Festival di Sanremo 1995) come sigla usata per cominciare e finire le serate di pianobar.
- È anche la canzone dei tifosi del Manchester City e, nonostante il suo testo malinconico, viene cantata come fosse un inno eroico.
- Nel luglio 2011 i Beady Eye, band capitanata dal tifoso del Manchester City Liam Gallagher, ex Oasis, ha fatto una cover di un pezzo del brano in un video in cui presenta il nuovo kit della squadra per la stagione 2011-2012.
- Blumùn è un album di Roberto Vecchioni.
- La versione cantata da Frank Sinatra fa parte della colonna sonora del videogioco Fallout: New Vegas.
- Fa parte, con effetto volutamente ironico, della colonna sonora del film di John Landis Un lupo mannaro americano a Londra.

## Cover (parziale)
Esistono non meno di 700 cover del brano Blue Moon, eseguite da artisti da tutto il mondo e tradotta in molte lingue.
- Emilio Livi nel 1935 incide la versione italiana, Luna malinconica, con il testo di Alfredo Bracchi[2], accompagnato dall'orchestra di Cinico Angelini (Parlophon, GP- 91550); questa è la versione che è stata ripresa negli anni successivi dagli artisti che l'hanno incisa in italiano.
- La stessa versione è registrata nel 1936 da Ferdinando Crivelli in arte Crivel (Columbia, G.Q.U. 148).
- Teddy Reno incide il brano in italiano nel 1951 nel 78 giri Vecchia America/Luna Malinconica (CGD (casa discografica), PV 1594)[3]; la stessa versione è stata poi inserita nell'album Vecchia America del 2008 (Twilight Music, TWI CD AS DS 08 01)[4].
- Elvis Presley incise una cover di Blue Moon pubblicata come singolo e nel suo album d'esordio Elvis Presley del 1956.
- Il Quartetto Cetra la incide nel 1959 nel 45 giri Colombo Rock/Blue Moon (Dischi Ricordi, ERL SRL 10054)[5] e la include nell'EP Come si usa in U.S.A. (Dischi Ricordi, ERL 136)[6].
- The Marcels pubblicano una nota cover del brano in versione doo-wop nel 1961 come singolo per la Colpix Records, in seguito ristampato anche all'interno di EP e nell'album omonimo dello stesso anno.
- Nico Fidenco la incide nel 1965 nel 45 giri Jean Harlow, la donna che non sapeva amare/Luna malinconica (RCA Italiana, PM 3328)[7]; nello stesso anno questa versione è inclusa nell'album Musica per innamorati (RCA Italiana, APML 10399)[8]
- I Diavoli Neri incidono la cover del brano in un singolo (Hilton Recordm, HR 10011), inserita nella compilation del 2014 Tempi Beat Vol. 4 (On Sale Music, 64 OSMBOX 001).
- Gli Squallor l'hanno incisa 1973 nel loro album di debutto Troia (CBS, 65453), in una versione di 45 secondi.[9]
- Bobby Solo l'ha incisa nel 1995 nell'album Bobby Solo al Roxy Bar (Mercury, 528 334-2)[10]
- Antonella Ruggiero propone il brano in occasione del concerto al Palazzo Mezzanotte di Milano nell'agosto del 2013, accompagnata dai Color Swing Trio. La registrazione dal vivo è contenuta nel quarto CD dell'album Quando facevo la cantante del 2018, Canzoni dal mondo.
- I Beatles ne registrano una cover nel settembre del 1968, durante le sessioni per il White Album.[11]